# Verwildering (plant)
Verwildering is het zich in het wild vestigen van niet-inheemse, gecultiveerde planten in een bepaald gebied buiten hun natuurlijke verspreidingsgebied. Dergelijke planten zijn daar verwilderde planten (ergasiofygofyten).
Bekende voorbeelden zijn stinsenplanten, die vanuit tuinen van oude landgoederen zijn verwilderd.
Verwilderde planten zijn invasief als ze uitgroeien tot een plaag. Voorbeelden hiervan zijn waterpestsoorten afkomstig uit aquaria, Amerikaanse vogelkers en de tot hooikoorts aanleiding gevende ambrosia.
Op grond van de wijze van vestiging kunnen verschillende typen onderscheiden worden. Naast de idiochorofyten, de autochtone of oorspronkelijk inheemse planten zijn er:
1. akolutofyten: planten die zich spontaan, op eigen kracht in door de mens beïnvloede vegetatie hebben gevestigd.
Voorbeelden: madeliefje (Bellis perennis), brave hendrik (Chenopodium bonus-henricus), sofiekruid (Descurainia sophia), tuinwolfsmelk (Euphorbia peplus), Senecio vernalis, muurvaren (Asplenium ruta-muraria), steenbreekvaren (A. trichomanis).
2. xenofyten, adventieve planten: onopzettelijk ingevoerde planten.
Voorbeelden: bolderik (Agrostemma githago), wilde haver (Avena fatua), gewone duivenkervel (Fumaria officinalis), grote ereprijs (Veronica persica).
3. ergasiofygofyten: opzettelijk ingevoerde, en daarna verwilderde planten.
Voorbeelden: kalmoes (Acorus calamus), tamme kastanje (Castanea sativa), brede waterpest (Elodea canadensis), zonnebloem (Helianthus annuus), klein springzaad (Impatiens parviflora), middelste teunisbloem (Oenothera biennis), tomaat (Solanum lycopersicum), Canadese guldenroede (Solidago canadensis).
4. cultuurplanten (ergasiofyten): voor menselijk gebruik geteeld en uit wilde planten veredeld.